# Dante Crippa
Dante Crippa, né le 10 juin 1937 à Ronco Briantino en Lombardie et mort le 27 février 2021, est un joueur de football italien, qui évoluait en tant que milieu de terrain.

## Biographie
Formé par le club de Fanfulla, avec qui il fait son essor en Serie C et en Serie D, Dante Crippa est acheté par l'AC Brescia en 1956, avec qui il devient un titulaire indiscutable.
En 1960, il rejoint l'AC Padoue de Nereo Rocco, épaulant le joueur Aurelio Milani.
En 1963, il rejoint le grand club du nord de la Juventus. Il joue son premier match avec les bianconeri le 9 septembre 1962 lors d'un succès 5-2 contre Brescia en coupe. Au total, il joue 20 matchs (dont 16 en Serie A) avec le club piémontais, pour un but (inscrit le 7 octobre 1962 lors d'un succès 3-1 contre Bologne, Crippa inscrivant le but du 2-0).
Il part ensuite rejoindre le club de Ferrare, la SPAL Ferrara de Paolo Mazza.
En 1966, il rejoint l'AC Reggiana, avec qui il termine sa carrière à l'âge de 33 ans.

## Palmarès
Juventus FC
- Championnat d'Italie :
  - Vice-champion : 1962-63.